# Oh Se-young
오세영
Dans ce nom coréen, le nom de famille, Oh, précède le nom personnel.
Oh Se-young (오세영) est un manhwaga né le 1er janvier 1955 à Gongju et mort le 5 mai 2016 au centre médical de Gyeonggi-do.

## Biographie
Oh Se-young commence sa carrière en 1986.
Sa première œuvre publiée en français est Feux dans la collection « Hanguk » de Casterman. Il s'agit d'un recueil de nouvelles précédemment publiées en Corée entre 1988 et 1993.
En 2008, il participe aux côtés de sept autres auteurs coréens à la « Rencontre coréenne » à Paris organisée par le Festival international de la bande dessinée d'Angoulême et la Bibliothèque publique d'information du Centre Pompidou.

## Œuvres
- 2001 : Feux (부자의 그림일기), one shot (Siat, Casterman, collection Hanguk)
- 2009 : Quelques jours en France (collectif : Kim Soo-young, Kang Do-ha, Lee Hyeon-sook, Suk Jung-hyun, Kim Dong-hwa, Anne Simon, Gabrielle Piquet, Max de Radiguès et Bastien Vivès) (Casterman)